# Twarda
Twarda est une localité polonaise de la gmina et du powiat de Tomaszów Mazowiecki en voïvodie de Łódź.